# Marcelo Bosch
Pour les articles homonymes, voir Bosch.

a Compétitions nationales et continentales officielles uniquement.

b Matchs officiels uniquement.
Dernière mise à jour le 2 juin 2019.
Marcelo Bosch, né le 7 janvier 1984 à Buenos Aires (Argentine), est un joueur international argentin de rugby à XV jouant aux postes de demi d'ouverture, centre ou arrière.
Il dispute 39 matchs, pour 60 points, avec les Pumas, surnom de la sélection aregentine. Durant sa carrière en Europe, d'abord avec le club français du Biarritz olympique puis avec les Anglais des Saracens, il remporte avec le club basque le Challenge européen 2012, quatre championnats d'Angleterre et deux Coupes d'Europe.

## Biographie

### Carrière en club
Marcelo Bosch commence sa carrière dans son club formateur, le Belgrano Athletic Club. Il quitte ensuite l'Argentine pour rejoindre le Biarritz olympique en 2006.
Durant la saison 2011-2012, le Biarritz olympique atteint la finale du Challenge européen. Pour cette rencontre face au RC Toulon, il débute sur le banc des remplaçant puis entre en jeu en seconde période à la place de Julien Peyrelongue et le BO l'emporte 21-18,.
En 2013, à l'âge de 29 ans, après sept années passés en France il quitte Biarritz pour rejoindre les Saracens,.
Dès sa première saison en Angleterre, en 2013-2014, sa nouvelle équipe se qualifie dans un premier temps en finale de la Coupe d'Europe. Pour cette rencontre face au RC Toulon, Marcelo Bosch débute est titulaire au centre et joue toute la partie. Les Français l'emportent toutefois 23 à 6,. Une semaine plus tard, les Sarries affrontent Northampton en finale du championnat. Bosch commence une fois de plus la partie en tant que titulaire au centre et inscrit le seul essai de son équipe durant ce match. Les Saints s'imposent en toute fin de match 24 à 20 et les Saracens perdent leur seconde finale de la saison.
Au cours de la saison suivante en 2014-2015, Marcel Bosch joue 23 matchs toutes compétitions confondues dont 20 en tant que titulaire, principalement au poste de second centre. Les Saracens atteignent la demi-finale de Coupe d'Europe durant laquelle ils sont éliminés par l'ASM Clermont. En championnat ils sont de nouveau finalistes et affrontent Bath. Bosch ne participe pas à cette rencontre, mais en son absence, les siens s'imposent 28 à 16 et sont champions d'Angleterre pour la deuxième fois de leur histoire, après 2011,. En fin de saison, il prolonge son contrat avec les Saracens. 
De retour de la Coupe du monde, Marcelo Bosch entame la saison 2015-2016 avec son club à partir du mois de novembre. Son équipe est de retour en finale de la Coupe d'Europe et affronte cette fois le Racing 92. Bosch entre en jeu en fin de partie à la place de Duncan Taylor et les Sarries s'imposent 21-9 et sont champions d'Europe pour la première fois de leur histoire,. Ensuite, le club bat Leicester en demi-finale de championnat et se qualifie donc en finale, où il affronte les Exeter Chiefs. Encore une fois il entre en jeu en deuxième mi-temps en remplacement de Taylor, et son équipe s'impose face aux Chiefs sur le score de 28 à 20,. 
En 2016-2017, il atteint dans un premier temps la finale de la Coupe d'Europe pour la seconde année consécutive. Les Anglais affrontent cette fois-ci l'ASM Clermont. Il est titulaire au centre accompagné par Brad Barritt et son équipe s'impose une fois de plus, sur le score de 17-28,. En championnat, les Saracens sont éliminés aux portes de la finale par Exeter, une défaite 18-16. 
Il est ensuite champion d'Angleterre en 2018 et 2019. Il entre en jeu pour la première finale et ne joue pas la seconde. 
Après la saison 2018-2019, Marcelo Bosch annonce sa retraite sportive, après treize saisons jouées au plus haut niveau.

### Carrière en équipe nationale
Marcelo Bosch honore sa première cape internationale avec l'équipe d'Argentine le 9 juin 2007 contre l'équipe d'Italie.
Il est retenu dans le groupe argentin pour la Coupe du monde 2011. Il joue les cinq matchs de son pays qui est éliminé en quarts de finale par la Nouvelle-Zélande sur le score de 33 à 10, malgré un essai de Bosch.
En juin 2015, il est sélectionné avec les Pumas pour jouer le Rugby Championship. Quelques mois plus tard, il est de nouveau convoqué pour participer à son deuxième mondial. Il joue trois de quatre matchs de poule, puis manque le quart de finale remporté face à l'Irlande à cause d'une suspension. Il fait son retour en tant que titulaire pour la demi-finale face à l'Australie. Son pays est toutefois éliminé aux portes de la finale après une défaite 29-15. Il ne joue pas ensuite le match pour la troisième place perdu face à l'Afrique du Sud. Marcelo Bosch n'est ensuite plus appelé avec l'Argentine ; la demi-finale face aux Wallabies était donc son dernier match international.

## Statistiques en équipe nationale
Marcelo Bosch compte 39 sélections avec l'équipe d'Argentine, dont 35 en tant que titulaire, depuis son premier match disputé le 9 juin 2007 à Mendoza contre l'Italie Il dispute son dernier match spous le maillot des Pumas le 25 octobre 2015 contre l'Australie. Il inscrit 60 points, cinq essais, huit pénalités un drop et quatre transformations.
Il participe à deux éditions de la coupe du monde : en 2011 où il dispute cinq rencontres et inscrit cinq points, une pénalité et une transformation. En 2015, il dispute quatre matchs, contre la Nouvelle-Zélande, la Géorgie, la Namibie et l'Australie.
Il est également international des moins de 21 ans.

## Palmarès

### En club
- Biarritz olympique
  - Vainqueur du Challenge européen en 2012
- Saracens
  - Vainqueur du Championnat d'Angleterre en 2015, 2016, 2018 et 2019
  - Vainqueur de la Coupe d'Europe en 2016 et 2017